# أقنعة التدريب

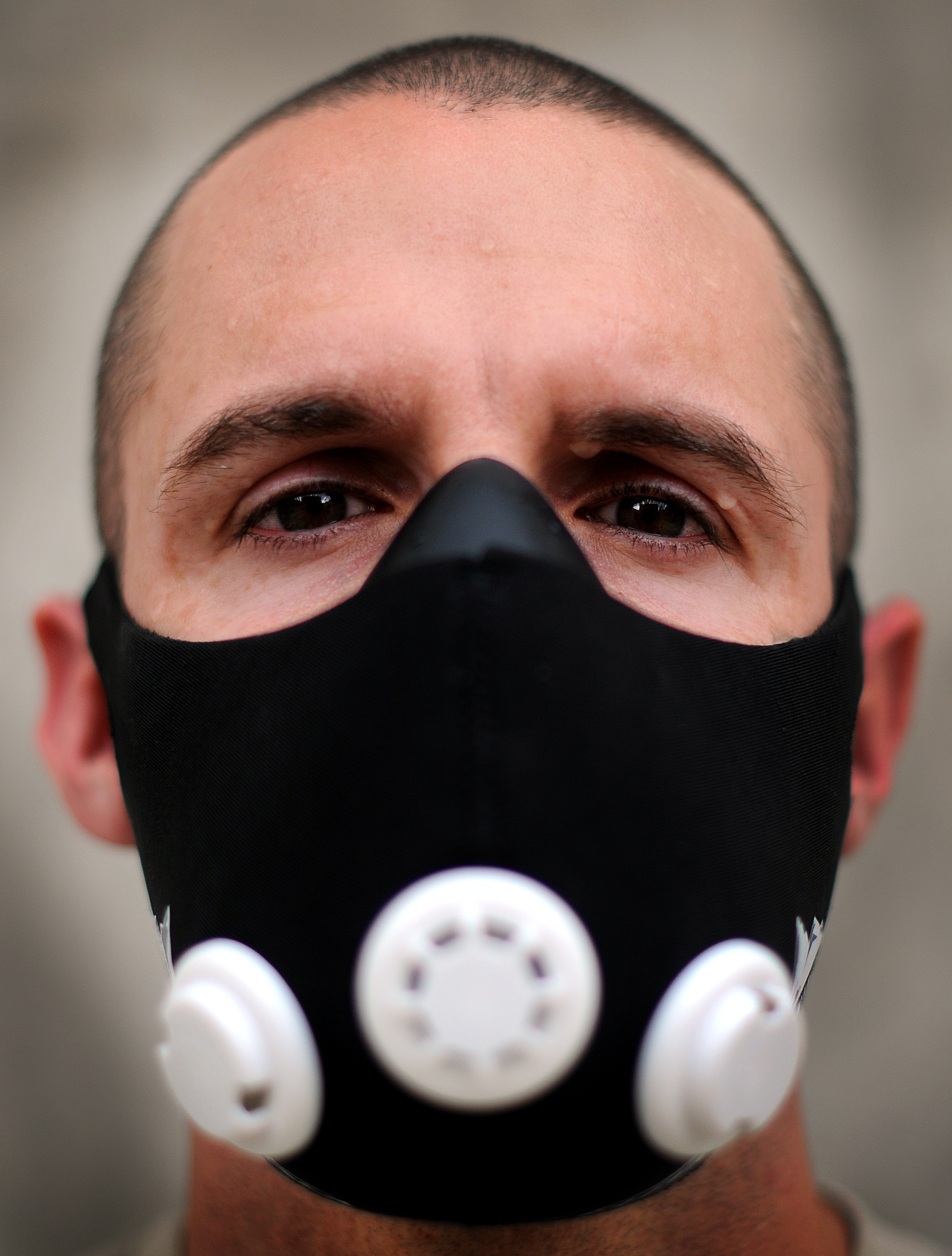

أقنعة التدريب هي أقنعة الوجه التي يتم إرتدائها للحد من أخذ الهواء الملوّث أثناء التنفس، غرضها الظاهري هو تعزيز العضلات التنفسيّة من خلال جعلها تعمل بجُهد أكبر، هناك بعض الأدلّة تنص على أنها قد تحسن القدرة على التحمّل لإنتاج الطاقة، ولكن البحوث في فوائدها حتى الآن غير حاسمة، أقنعة التدريب تتيح للمستخدمين العمل بنشاط وذلك بتعزيز لياقة عضلات الجهاز التنفسي، وفي الأصل تم تصميمها لمحاكاة التدريب.
تقديم مفهوم الأقنعة فشل في تجارب بحثية متعددة، إن التدريب في بيئات تحتوي على نقص في الأكسجين يزيد من كتلة خلايا الدم الحمراء ويحسن نقل الأكسجين، مما يعزز أداء الرياضيين عند التنافس على مستوى سطح البحر، ومع ذلك، فإن استخدام أقنعة التدريب ليس له تأثير قابل للقياس على الهيموغلوبين ومستويات الهيماتوكريت ونقل الأكسجين لدى الرياضيين، لأنها لا تغير تركيز الأكسجين في الهواء المأخوذ، ومع ذلك، يبدو أنها تضيف مقاومة إلى عضلات الجهاز التنفسي عن طريق الحد من إمدادات الهواء، مما يؤدي إلى تكيّف الإستجابة الفسيولوجية. العضلات التنفسية، من الحجاب الحاجز وعضلات ما بين الأضلاع، تحتاج إلى تدريب مثل أي عضلة أخرى لزيادة مقاومة التعب وتعظيم الأداء، تدريب العضلات التنفسية هو أسلوب التدريب الذي وضع لشرط محدد وهو تدريب لزيادة لياقة عضلات التنفس، وقد أثبت تدريب العضلات التنفسية حصول تحسن ملحوظ في السرعة والقوة والتحمل لدى الرياضيين، كما يستخدم تدريب العضلات التنفسية قبل الجراحة للمرضى الذين من المقرر أن يخضعوا لجراحة القلب أو البطن الذي يهدف إلى تقليل خطر المضاعفات الرئوية بعد الجراحة، أقنعة التدريب تسمح للرياضيين بتقوية لياقتهم العضلية التنفسية دون الحاجة إلى أن تقتصر على الأجهزة الثابتة أو المرافق الخاصة وذلك من خلال تقييد تنفس المستخدم، قد تحسن الأجهزة من اللياقة القلبية التنفسية، مما يؤدي إلى أداء رياضي أفضل، وهذا مهم بشكل خاص للرياضيين، حيث قد يصبح النظام الرئوي عاملاً مقيداً.
خلال برنامج تدريبي عالي الكثافة لمدة ستة أسابيع على استخدام أقنعة الوجه، تم التوصّل إلى أنها حسّنت القدرة على التحمل وإنتاج الطاقة بشكل كبير وذلك أثناء ملاحظة أن تدريب عضلات الجهاز التنفسي قد أدى إلى تحسين الأداء عبر مقاييس متعددة، توقع الباحثون بأن زيادة الأداء ربما تؤدي أيضًا إلى القدرة على إعادة تنفس الهواء غير الصالح، مما يعني أن بعض النتائج الإيجابية على الأقل كانت بسبب زيادة القدرة على تحمل ثاني أكسيد الكربون، هناك أبحاث متناقضة حول فوائد تدريب العضلات التنفسية، وبعضها يتناقض مع فرضية أن زيادة لياقة العضلات تؤدي إلى زيادة قدرة العمل وأداء رياضي أفضل، المراجعة الشاملة التي كتبها جيجليوتي وآخرون عام 2006 تؤكد بأن تدريب العضلات التنفسية عمِل بالفعل على تحسين الأداء في الدراسات والتجارب التي يتم التحكم فيها جيدًا والمصممة بدقة، ولكن آليات تحسّن الأداء هذه ليست مفهومة تمامًا وتتطلب المزيد من البحث.